# Prémio Herralde
O Prêmio Herralde de Novela (em castelhano:  Premio Herralde de Novela) é concedido anualmente em Espanha pela Editorial Anagrama a uma novela inédita em língua castelhana.
Criado em 1983, toma o nome de Jorge Herralde, fundador e proprietário da editorial. A dotação em 2006 é de 18.000 euros e inclui a publicação do romance vencedor. É atribuído na primeira segunda-feira de novembro da cada ano.

## Lista de romances vencedores do Prémio Herralde
| Edição        | Autor                           | País              | Obra                                     |
| ------------- | ------------------------------- | ----------------- | ---------------------------------------- |
| 1983          | Álvaro Pombo                    | Espanha           | El héroe de las mansardas de Mansard     |
| 1984          | Sergio Pitol                    | México            | El desfile del amor                      |
| 1985          | Adelaida García Morales         | Espanha           | El silencio de las sirenas               |
| 1986          | Javier Marías                   | Espanha           | El hombre sentimental                    |
| 1987          | Félix de Azúa                   | Espanha           | Diario de un hombre humillado            |
| 1988          | Vicente Molina Foix             | Espanha           | La Quincena Soviética                    |
| 1989          | Miguel Sánchez-Ostiz            | Espanha           | La gran ilusión                          |
| 1990          | Justo Navarro                   | Espanha           | Accidentes íntimos                       |
| 1991          | Javier García Sánchez           | Espanha           | La historia más triste                   |
| 1992          | Paloma Díaz-Mas                 | Espanha           | El sueño de Venecia                      |
| 1993          | José María Riera de Leyva       | Espanha           | Aves de paso                             |
| 1994 ex aequo | Pedro Zarraluki Carlos Perellón | Espanha · Espanha | La historia del silencio La ciudad doble |
| 1995          | José Ángel González Sainz       | Espanha           | Un mundo exasperado                      |
| 1996          | Antonio Soler                   | Espanha           | Las bailarinas muertas                   |
| 1997          | Jaime Bayly                     | Peru              | La noche es virgen                       |
| 1998          | Roberto Bolaño                  | Chile             | Los detectives salvajes                  |
| 1999          | Marcos Giralt Torrente          | Espanha           | París                                    |
| 2000          | Luis Magrinyà                   | Espanha           | Los dos Luises                           |
| 2001          | Alejandro Gándara               | Espanha           | Últimas noticias de nuestro mundo        |
| 2002          | Enrique Vila-Matas              | Espanha           | El mal de Montano                        |
| 2003          | Alan Pauls                      | Argentina         | El pasado                                |
| 2004          | Juan Villoro                    | México            | El testigo                               |
| 2005          | Alonso Cueto                    | Peru              | La hora azul                             |
| 2006          | Alberto Barrera Tyszka          | Venezuela         | La enfermedad                            |
| 2007          | Martín Kohan                    | Argentina         | Ciencias morales                         |
| 2008          | Daniel Sada                     | México            | Casi nunca                               |
| 2009          | Manuel Gutiérrez Aragón         | Espanha           | La vida antes de marzo                   |
| 2010          | Antonio Ungar                   | Colômbia          | Tres ataúdes blancos                     |
| 2011          | Martín Caparrós                 | Argentina         | Los Living                               |
| 2012          | Juan Francisco Ferré            | Espanha           | Karnaval                                 |
| 2013          | Álvaro Enrigue                  | México            | Muerte súbita                            |
| 2014          | Guadalupe Nettel                | México            | Después del invierno                     |
| 2015          | Marta Sanz                      | Espanha           | Farándula                                |
| 2016          | Juan Pablo Villalobos           | México            | No voy a pedirle a nadie que me crea     |
| 2017          | Andrés Barba                    | Espanha           | República luminosa                       |
| 2018          | Cristina Morales                | Espanha           | Lectura fácil                            |
| 2019          | Mariana Enriquez                | Argentina         | Nuestra parte de noche                   |
| 2020          | Luisgé Martín                   | Espanha           | Cien noches                              |
| 2021          | Javier Pérez Andújar            | Espanha           | El Año del Búfalo                        |
| 2022          | Prémio não atribuído            | -                 | -                                        |
| 2023          | Luis López Carrasco             | Espanha           | El desierto blanco                       |

## Lista de romances finalistas do Prémio Herralde
O prémio para a categoria de finalista foi atribuído até 2009.
| Edição | Autor | País                                | Obra |
| ------ | --- | ----------------------------------- | --- |
| 1983   | Paloma Díaz-Mas Álvaro Pombo Enrique Vila-Matas                                                           | Espanha · Espanha · Espanha         | El rapto del Santo Grial El hijo adoptivo Impostura                                                         |
| 1984   | Miguel Enesco Rafael Sender Javier Tomeo                                                                  | Peru · Espanha · Espanha            | Me llamaré Tadeusz Freyre Tendrás oro y oro Amado monstruo                                                  |
| 1985   | Luisa Futoransky Jorge Ordaz                                                                              | Argentina · Espanha                 | De Pe a Pa Prima donna                                                                                      |
| 1986   | Roberto Fernández Sastre Mayra Montero Evelio Rosero                                                      | Uruguai · Cuba · Colômbia           | La manipulación La trenza de la hermosa luna Juliana los mira                                               |
| 1987   | Roberto Fernández Sastre                                                                                  | Uruguai                             | El turismo infame                                                                                           |
| 1988   | Rafael Chirbes                                                                                            | Espanha                             | Mimoun |
| 1989   | Felipe Hernández                                                                                          | Espanha                             | Naturaleza                                                                                                  |
| 1990   | Luisa Castro                                                                                              | Espanha                             | El somier                                                                                                   |
| 1991   | Diego Carrasco                                                                                            | Espanha                             | El tesoro japonés                                                                                           |
| 1992   | Olga Guirao                                                                                               | Espanha                             | Mi querido Sebastián                                                                                        |
| 1993   | Álvaro del Amo                                                                                            | Espanha                             | El horror                                                                                                   |
| 1994   | Ismael Grasa Teresa Ruiz Rosas                                                                            | Espanha · Peru                      | De Madrid al cielo El copista                                                                               |
| 1995   | Eloy Tizón                                                                                                | Espanha                             | Seda salvaje                                                                                                |
| 1996   | Pedro Ugarte                                                                                              | Espanha                             | Los cuerpos de las nadadoras                                                                                |
| 1997   | Berta Serra Manzanares                                                                                    | Espanha                             | El otro lado del mundo                                                                                      |
| 1998   | Alberto Olmos                                                                                             | Espanha                             | A bordo del naufragio                                                                                       |
| 1999   | Andrés Neuman                                                                                             | Argentina · Espanha                 | Bariloche                                                                                                   |
| 2000   | Pablo d'Ors                                                                                               | Espanha                             | Las ideas puras                                                                                             |
| 2001   | Andrés Barba                                                                                              | Espanha                             | La hermana de Katia                                                                                         |
| 2002   | Margo Glantz                                                                                              | México                              | El rastro                                                                                                   |
| 2003   | Andrés Neuman                                                                                             | Argentina · Espanha                 | Una vez Argentina                                                                                           |
| 2004   | Eduardo Berti                                                                                             | Argentina                           | Todos los Funes                                                                                             |
| 2005   | Manuel Pérez Subirana                                                                                     | Espanha                             | Egipto |
| 2006   | Teresa Dovalpage                                                                                          | Cuba                                | Muerte de un murciano en La Habana                                                                          |
| 2007   | Antonio Ortuño                                                                                            | México                              | Recursos humanos                                                                                            |
| 2008   | Iván Thays Carlos Busqued (semifinalista)* Tryno Maldonado (semifinalista)* José Morella (semifinalista)* | Peru · Argentina · México · Espanha | Un lugar llamado Oreja de Perro Bajo este sol tremendo Temporada de caza para el león negro Asuntos propios |
| 2009   | Juan Francisco Ferré                                                                                      | Espanha                             | Providence                                                                                                  |
| 2012   | Sara Mesa                                                                                                 | Espanha                             | Cuatro por cuatro                                                                                           |
| 2014   | Manuel Moyano                                                                                             | Espanha                             | El imperio de Yegorov                                                                                       |
| 2015   | Miguel Ángel Hernández                                                                                    | Espanha                             | El instante de peligro                                                                                      |
| 2016   | Federico Jeanmaire                                                                                        | Argentina                           | Amores enanos                                                                                               |
| 2017   | Diego Veccio                                                                                              | Argentina                           | La extinción de las especies                                                                                |